# Кургаштамак
Кургаштама́к (рос. Кургаштамак, башк. Ҡурғаштамаҡ) — присілок у складі Благовіщенського району Башкортостану, Росія. Входить до складу Октябрської сільської ради.
Населення — 8 осіб (2010; 13 в 2002).
Національний склад:
- марійці — 92 %